# 竞雄女侠·秋瑾
《竞雄女侠·秋瑾》（英語：The Woman Knight of Mirror Lake）是一部2011年的華語電影，由邱禮濤執導，黃奕、黃秋生、杜宇航、鄭嘉穎、陳嘉桓、夏文汐、林雪、熊欣欣、劉兆銘、黃又南、徐天佑、劉俊緯、閰清主演。

## 剧情
该片讲述了中华民国革命女元勋“秋瑾”一生波澜壮阔的人生旅程。

## 演出
| 演员   | 角色     | 备注                     |
| 黄奕   | 秋瑾     | 香港版本粵語配音：田蕊妮 |
| 杜宇航 | 徐锡麟   |                          |
| 黄秋生 | 李钟岳   |                          |
| 郑嘉颖 | 王廷钧   |                          |
| 陈嘉桓 | 复生     |                          |
| 夏文汐 | 吴芝瑛   |                          |
| 徐天佑 | 陈天华   |                          |
| 刘俊纬 | 刘道一   |                          |
| 阎清   | 陈芬     |                          |
| 黄又南 | 陈伯平   |                          |
| 林雪   | 贵福     |                          |
| 刘兆铭 | 恩铭     |                          |
| 熊欣欣 | 鳌峰     |                          |
| 李賞   | 童年秋瑾 |                          |
| 李悅   | 秋瑾女兒 |                          |

## 反应
秋瑾外孙女美籍华裔王焱华强烈质疑该片，9月1日，秋瑾亲侄孙、75岁的秋经武在浙江绍兴收到了从美国王焱华处寄来的信，称其已向中华人民共和国国务院总理温家宝和中华人民共和国外交部部长杨洁箎反映了这一情况，他评价该片“庸俗、低俗、媚俗”。
这是一部商业化包装的历史传记片，由于有诸多不符合历史事实的东西，引发观众不满。主创的意思是“七分实三分虚”。
该片曾经迟迟未上映，是没有取得秋瑾后人的授权。
该片北京市首映。